# Парламентские выборы в Республике Абхазия (2007)
Выборы в Народное собрание Республики Абхазия были проведены в марте 2007 года.
Всего на выборах баллотировались 108 кандидатов. Выборы были проведены в два тура. В первом туре для признания выборов состоявшимися в них должны были принять участие не менее 25 % избирателей, тогда как второй тур голосования считался состоявшимся при любой явке избирателей.
Первый тур голосования состоялся 4 марта. Было избрано 18 депутатов из 35. В 17 оставшихся округах ни один из кандидатов не набрал необходимого количества голосов. Явка избирателей 4 марта составила 48 %, и выборы во всех 35 округах были признаны состоявшимися.
Второй тур прошел в оставшихся 17 избирательных округах. Явка избирателей составила 43,2 %. 
Председателем абхазского парламента был выбран Нугзар Ашуба.

## Результаты
| Партия                                                    | Число депутатов | Позиция                                 |
| Аитайра («Возрождение»)                                   | 28              | Выражают поддержку Президенту С.Багапшу |
| Амцахара («Родовые огни»)                                 | 28              | Выражают поддержку Президенту С.Багапшу |
| Единая Абхазия                                            | 28              | Выражают поддержку Президенту С.Багапшу |
| Форум Народного единства Абхазии                          | 7               | Представители оппозиции                 |
| Коммунистическая партия Абхазии                           | 7               | Представители оппозиции                 |
| Конгресс русских общин соотечественников России в Абхазии | 7               | Представители оппозиции                 |

Национальный состав парламента:
- 26 абхазов
- 3 русских
- 3 армян
- 2 грузин
- 1 турок.

## Список избранных депутатов
Список депутатов:
| Депутат                        | Избирательный округ       | Тур голосования |
| ------------------------------ | ------------------------- | --------------- |
| Агрба Ирина Шотовна            | Сухумский округ № 6       | 1 тур           |
| Кондаков Валерий Михайлович    | Гагрский округ № 11       | 1 тур           |
| Майромян Валерий Францович     | Цандрипшский округ № 12   | 1 тур           |
| Начач-оглы Владимир Эминович   | Гудаутский округ № 16     | 1 тур           |
| Цугба Вячеслав Михайлович      | Аацинский округ № 17      | 1 тур           |
| Смыр Виталий Кязимович         | Новоафонский округ № 18   | 1 тур           |
| Кварчия Валерий Еремеевич      | Баслатский округ № 21     | 1 тур           |
| Матосян Сергей Владимирович    | Пшапский округ № 22       | 1 тур           |
| Васильев Виктор Иванович       | Мачарский округ № 23      | 1 тур           |
| Харазия Адгур Рафетович        | Драндский округ № 24      | 1 тур           |
| Адлейба Заур Кибеевич          | Члоуский округ № 26       | 1 тур           |
| Ашуба Нугзар Нуриевич          | Кутольский округ № 27     | 1 тур           |
| Квициния Темур Паатович        | Атарский округ № 28       | 1 тур           |
| Джопуа Беслан Цибович          | Очамчырский округ № 29    | 1 тур           |
| Аршба Даур Джумкович           | Ткуарчальский округ № 30  | 1 тур           |
| Ченгелия Александр Ильич       | Ткуарчальский округ № 31  | 1 тур           |
| Кварчия Омари Иванович         | Уакумский округ № 32      | 1 тур           |
| Кереселидзе Юрий Кириллович    | Чубурхинджский округ № 33 | 1 тур           |
| Хватыш Талих Шевкепович        | Сухумский округ № 1       | 2 тур           |
| Гогуа Сенер Неджемович         | Сухумский округ № 2       | 2 тур           |
| Лолуа Рита Владимировна        | Сухумский округ № 3       | 2 тур           |
| Кобахия Батал Самсонович       | Сухумский округ № 4       | 2 тур           |
| Шамба Лев Нурбеевич            | Сухумский округ № 5       | 2 тур           |
| Павел Лещук                    | Сухумский округ № 7       | 2 тур           |
| Бения Роман Владимирович       | Пицундский округ № 8      | 2 тур           |
| Бганба Валерий Рамшухович      | Бзыбский округ № 9        | 2 тур           |
| Агрба Амра Александровна       | Гагрский округ № 10       | 2 тур           |
| Саманба Гарик Харитонович      | Отхарский округ № 13      | 2 тур           |
| Гумба Гурам Джотович           | Дурипшский округ № 14     | 2 тур           |
| Сангулия Михаил Петрович       | Лыхненский округ № 15     | 2 тур           |
| Авидзба Лев Арзабеевич         | Эшерский округ № 19       | 2 тур           |
| Овсепян Альберт Азатович       | Гумистинский округ № 20   | 2 тур           |
| Зухба Юрий Зауриевич           | Баслахуский округ № 25    | 2 тур           |
| Вардания Вячеслав Владимирович | Гальский округ № 34       | 2 тур           |
| Убирия Бежан Михайлович        | Шашикварский округ № 35   | 2 тур           |